# Club Voltaire
Club Voltaire ist ein vor allem in Deutschland benutzter Name für verschiedene linksalternative kulturelle Einrichtungen, die untereinander keine organisatorische Verbindung aufweisen. Eine der gemeinsamen Maximen ist die Meinungsfreiheit.

## Namensgebung und Entstehung
Die Namensgebung ist an den französischen Philosophen der Aufklärung, Francois-Marie Arouet, angelehnt, der unter dem Namen Voltaire bekannt wurde. Das ihm fälschlich zugeschriebene Zitat (tatsächlich stammt die Formulierung von S. G. Tallentyre) „Du bist anderer Meinung als ich, doch ich werde dein Recht dazu bis in den Tod verteidigen“ steht für ein radikales Bekenntnis zur Redefreiheit. Voltaire ist besonders in politisch gemäßigt linken Kreisen beliebt, da er gegen Armut und Unbildung sowie für die Pflichten der Industrie und des Staates in Bezug auf das Gemeinwohl argumentiert und geschrieben hat. Er wandte sich aber auch gegen jeglichen Fanatismus („bedenkt, dass Fanatiker gefährlicher sind als Schurken“) und steht sowohl für ein naturwissenschaftliches Weltbild („Zufall ist ein Wort ohne Sinn; nichts kann ohne Ursache existieren“) als auch für moderne rechtsstaatliche Prinzipien („besser man riskiert, einen Schuldigen zu retten, als einen Unschuldigen zu verurteilen“). Die zwischen 1968 und 1975 gegründeten Clubs bildeten sich häufig nach dem Vorbild des Republikanischen Clubs in Berlin.

## Beispiele für politische Clubs

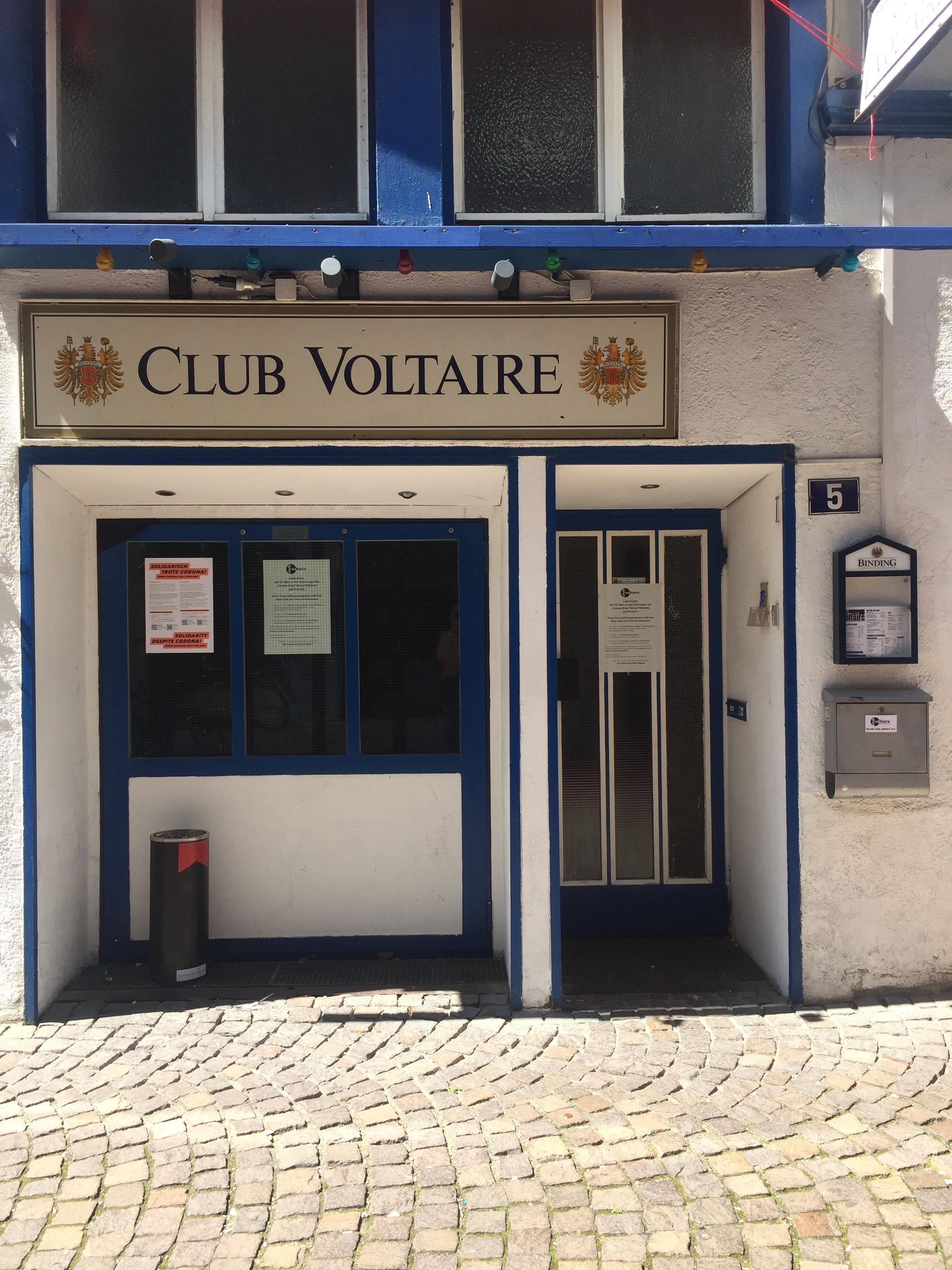
Club Voltaire, Kleine Hochstraße 5 in Frankfurt am Main

- Der Club Voltaire in Frankfurt am Main ist der älteste in Deutschland und existiert seit der Jahreswende 1962/63. Zu seinen Gründerinnen und Gründern gehörten Heiner Halberstadt, der Gründungsgeschäftsführer des Sozialistischen Bundes, Heinz Brakemeier (* 6. Mai 1925 in Barntrup; † 12. Januar 2010 in Frankfurt am Main)[3], und Walmot Falkenberg.[4]
In dem Speiselokal ohne Verzehrzwang gibt es regelmäßige und unregelmäßige Veranstaltungen; Politiker und Aktivisten verschiedener linker Parteien werden zu Vorträgen eingeladen. In den beiden Obergeschossen befinden sich Versammlungsräume. Auf der Bühne finden freie Musikveranstaltungen und andere Events statt. Im Eingangsbereich findet sich ein kleines Wandgemälde aus den 1960er-Jahren, auf dem Hans-Jürgen Krahl mit Karl Marx, Lenin und Rosa Luxemburg bei einem Glas Rotwein ins Gespräch vertieft ist. (Während Krahl ihnen mit erhobenem Zeigefinger etwas offenbar Wichtiges erklärt, streichelt Lenin abwesend eine rote Katze.) Seit vielen Jahren treffen sich in den Räumen des Clubs Voltaire regelmäßig die Jugendorganisationen linker Frankfurter Parteien, wie die Jusos, die Grüne Jugend als auch die Piratenpartei.
- Der Club Voltaire in Hannover wurde 1968 durch die Professoren Peter Brückner und Peter von Oertzen, den späteren Oberbürgermeister Herbert Schmalstieg und den Kabarettisten Dietrich Kittner gegründet.[5] Es handelte sich um eine Kneipe im 1. Stock der Nikolaistraße 11, dem früheren Stammsitz der hannoverschen Papiergroßhandlung J. C. Kayser & Giesecke.
- Der Club Voltaire in Tübingen wurde 1972 – ausgelöst durch die 1968er-Studentenbewegung – gegründet und verstand sich als Kämpfer gegen einen veralteten Kulturbegriff. 1975 wurde dort das erste Tübinger Folk- und Liedermacher-Festival durchgeführt, das ganz der linken angloamerikanischen Liedermacher-Szene gewidmet war.
- Der Club Voltaire in München wurde 2001 von Petra Finsterle und Judith Schmalzl gegründet. Seit 2006 kuratierte Michaele Dietl zusammen mit Petra Finsterle. Der Schwerpunkt des Club Voltaire München lag bis 2012 in der politischen Kulturszene.
- Der Club Voltaire in Stuttgart wurde 1964 gegründet und 1971 aufgelöst. Zum Kreis der Gründer gehörten: Helga und Heinz Schmalenberger, Fritz Lamm, Willi Hoss, Manfred Hackh, Jürgen Holtfreter, Jack Beck, Margot Wilhemy, Kaja Tenholt, Klaus Croissant, Wolfgang Kiwus, Ulrich Cassel, Manfred Esser, Peter Grohmann. In Peter Grohmanns Autobiografie heißt es: „Der Jürgen Holtfreter und die Helga Schmalenberger dabei, die Leonhard (Susanne, P.R.) dabei und der Hoss und der Lamm, der Jack Beck, der Ernst Knepper, Kurt Blank, Zwiebel, Peter Rauscher, und wer noch?“[6]

## Andere Beispiele für die Verwendung des Namens
- 1964 erschien vom Gerhard Szczesny Verlag in München unter CLUB VOLTAIRE erstmals ein „Jahrbuch für kritische Aufklärung“.
- In Aachen firmiert unter dem Namen Club Voltaire eine Diskothek, die die ganze Nacht geöffnet hat.
- In Münster ist Club Voltaire ein regelmäßiges französischsprachiges Treffen der Deutsch-Französischen Gesellschaft Münster in einem Restaurant.
- In Frankreich ist die Verwendung der Bezeichnung Club Voltaire ziemlich populär und wird für Damenmode, Büroraumanbieter und Kampfsportklubs gleichermaßen gerne verwendet.

## Ereignisse
Am 10. Juni 2009 wurde der Club Voltaire in Neu-Isenburg während eines Musikkonzertes von etwa zwanzig jungen Männern überfallen.